# Bio-graphia
Pour plus de détails, voir Fiche technique et Distribution.
Bio-graphia (Βιο-Γραφία) est un film grec réalisé par Thanássis Rentzís et sorti en 1975.
Le film utilise des gravures de Chumy Chúmez, principalement celles de son autobiographie pendant la guerre civile espagnole. Elles sont projetées avec un lampascope ajoutant de la couleur. Ainsi, avec la technique du « collage-montage », Rentzis surimpose diverses images afin de souligner les rêves du narrateur dont il fait la biographie : dans son enfance, il rêve de sa mère ; dans son adolescence, il rêve de sa petite amie ; esclave du capitalisme, il rêve de sa liberté ; vieillard, il rêve de sa jeunesse ; mort, il rêve de ses funérailles ; après sa mort, il se rêve en Ulysse.
Le titre en deux parties signifie à la fois la biographie, mais aussi la vie (bio) et la façon de la représenter (graphie).

## Synopsis
Récit du passage de l’homo universalis à l’homo industrialis en 13 temps : Genèse, Naufrage, Évasion, Immersion, Progrès, Capital, Guerre civile, Éros, Idéalisme, Essence, Mort, Vie après la mort, Futur.

## Fiche technique
- Titre : Bio-graphia
- Titre original : Βιο-Γραφία
- Réalisation : Thanassis Rentzis
- Scénario : Thanassis Rentzis d'après Chumy Chúmez
- Direction artistique :
- Décors :
- Costumes :
- Photographie : Angelos Hadjiandreou et ChristosMagkos
- Son : Dimitris Lazaridis
- Montage : Thanassis Rentzis
- Musique : Stamatis Spanoudakis
- Production :  Filmograph
- Pays d'origine :  Grèce
- Langue : grec
- Format :  Couleurs, format 1:2.75
- Genre : Film expérimental
- Durée : 97 minutes
- Dates de sortie : 1975

## Distribution
- Giorgos Kyritisis : narrateur

## Récompenses
- Festival du cinéma grec 1975 : troisième meilleur film et prix du public